# Амбаров, Роман Евгеньевич
Рома́н Евге́ньевич Амба́ров (род. 26 мая 1968) — российский дипломат. Чрезвычайный и полномочный посол (2024).

## Биография
Окончил Московский государственный институт международных отношений (МГИМО) МИД СССР в 1990 году. Владеет английским и польским языками. На дипломатической работе с 1990 года.
- В 2005—2008 годах — советник, главный советник Департамента кадров МИД России.
- В 2008 году — начальник отдела в Департаменте стран Азиатско-Тихоокеанского региона МИД России.
- В 2008—2012 годах — советник-посланник посольства России в Малайзии.
- В 2012—2015 годах — заместитель директора Департамента специальной связи МИД России.
- В 2015—2019 годах — генеральный консул Российской Федерации в Кейптауне (ЮАР).
- С октября 2019 по июнь 2020 года — заместитель директора Департамента кадров МИД России.
- С сентября 2020 по сентябрь 2024 года — директор Департамента безопасности МИД России.
- С 6 сентября 2024 года — чрезвычайный и полномочный посол Российской Федерации в Южно-Африканской Республике и в Лесото по совместительству[1][2].

## Дипломатический ранг
- Чрезвычайный и полномочный посланник 2 класса (15 августа 2011)[3].
- Чрезвычайный и полномочный посланник 1 класса (28 декабря 2021)[4].
- Чрезвычайный и полномочный посол (1 октября 2024)[5].

## Награды
- Почётный работник Министерства иностранных дел Российской Федерации.
- Почётная грамота Министерства иностранных дел Российской Федерации.

## Семья
Женат, имеет сына.